# Chương trình Apollo
Chương trình Apollo (tiếng Anh: Apollo program, còn được biết đến là project Apollo), là chương trình đưa người vào vũ trụ thứ ba của Hoa Kỳ do NASA thực hiện, đã thành công trong việc chuẩn bị và đưa những người đầu tiên lên Mặt Trăng từ năm 1968 đến năm 1972. Chương trình này được thành lập đầu tiên vào năm 1960 dưới thời chính quyền của Tổng thống Dwight D. Eisenhower, sau chuyến bay đầu tiên của Chương trình Mercury. Sau này, Tổng thống John F. Kennedy đã phát biểu mục tiêu của chương trình là "hạ cánh một người xuống Mặt Trăng và đưa người đó trở lại Trái Đất an toàn" trong một bài phát biểu trước Quốc hội vào ngày 25 tháng 5 năm 1961. Đây là chương trình đưa con người vào vũ trụ thứ ba của Hoa Kỳ, trước đó là Chương trình Mercury và Chương trình Gemini.

## Lựa chọn một phương án
Khi Kennedy đã xác định Mặt Trăng như là một mục tiêu, những người lập kế hoạch cho chương trình Apollo phải đối mặt với thách thức là thiết kế một con tàu vũ trụ có thể đáp ứng mục tiêu đó, đồng thời giảm thiểu rủi ro đối với tính mạng con người, chi phí, yêu cầu về công nghệ và kỹ năng của phi hành gia. Có bốn phương án khả thi đã được đưa ra xem xét.

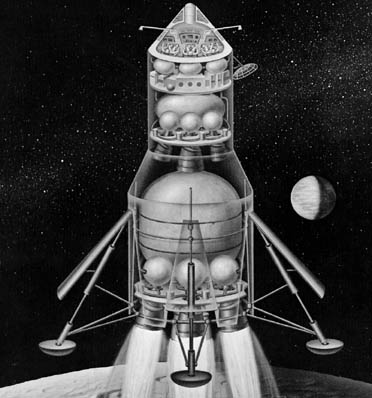
Thiết kế Apollo cho việc bay trực tiếp và gặp gỡ trên quỹ đạo Trái Đất - 1961 (NASA).

- Bay lên trực tiếp (Direct Ascent): Tàu vũ trụ sẽ được phóng và di chuyển trực tiếp lên bề mặt Mặt Trăng mà không cần đi vào quỹ đạo Mặt Trăng trước. Thiết kế này sẽ yêu cầu phát triển một phương tiện phóng cực mạnh như Saturn C-8 hoặc Nova để mang trọng tải 163.000 pound (74.000 kg) lên Mặt Trăng.[3]
- Quỹ đạo điểm hẹn Trái Đất (Earth Orbit Rendezvous (EOR)): Phương án này sẽ đòi hỏi việc phóng lên hai tên lửa Saturn V, một chứa phi thuyền và một chứa nhiên liệu. Phi thuyền sẽ lưu lại trên quỹ đạo và được nạp vào đủ nhiên liệu để có thể bay lên đến Mặt Trăng rồi quay về. Cũng vậy, toàn bộ phi thuyền sẽ hạ xuống Mặt Trăng.
- Gặp nhau trên bề mặt Mặt Trăng (Lunar Surface Rendezvous): Hai tàu vũ trụ sẽ được phóng liên tiếp. Đầu tiên, một phương tiện tự động mang nhiên liệu đẩy để quay trở lại Trái Đất, sẽ hạ cánh trên Mặt Trăng, một thời gian sau phương tiện có người lái sẽ theo sau. Nhiên liệu đẩy sẽ phải được chuyển từ phương tiện tự động sang phương tiện có người lái.[4]
- Quỹ đạo điểm hẹn Mặt Trăng (Lunar Orbit Rendezvous, LOR): Phương án này, được chấp nhận và sử dụng, đưa ra bởi John Houbolt và sử dụng kỹ thuật quỹ đạo điểm hẹn Mặt Trăng. Phi thuyền được chia ra thành nhiều đơn vị, bao gồm một Đơn vị điều khiển (Command/Service Module, CSM) và một Đơn vị Mặt Trăng (Lunar Module, LM; ban đầu là Lunar Excursion Module, LEM). CSM chứa một hệ thống hỗ trợ cuộc sống cho một phi hành đoàn ba người trong chuyến bay năm ngày lên Mặt Trăng rồi quay về và một vỏ bảo vệ nhiệt để khi họ tái nhập vào lại khí quyển của Trái Đất. LM sẽ tách ra khỏi CSM trên quỹ đạo Mặt Trăng và mang hai phi hành gia hạ xuống bề mặt Mặt Trăng, sau đó quay trở lại CSM.

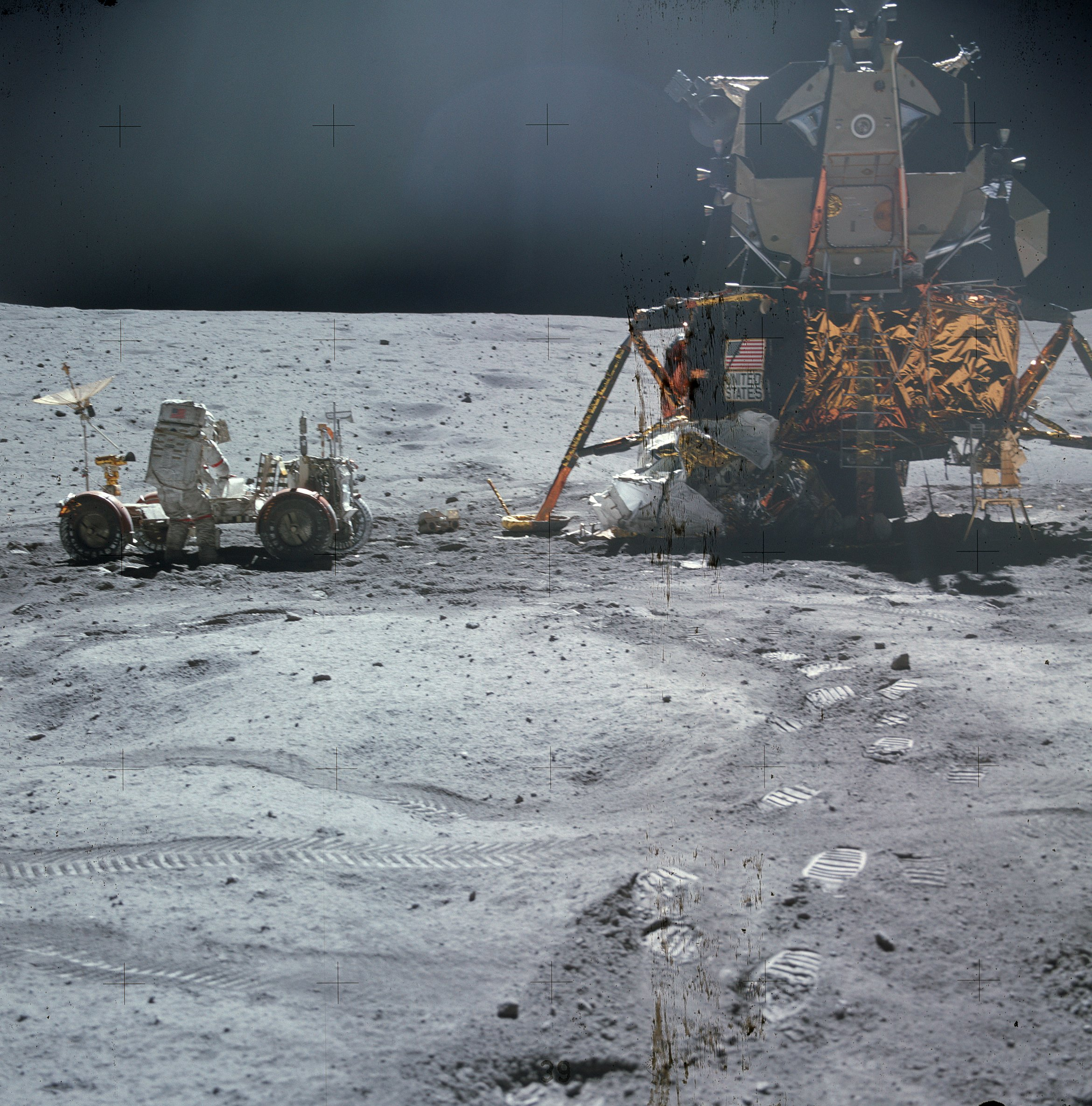
Apollo LM trên bề mặt Mặt Trăng.

Tương phản với các phương án khác, phương án LOR đòi hỏi chỉ một phần nhỏ của phi thuyền hạ cánh trên Mặt Trăng, do đó làm giảm thiểu khối lượng được phóng từ bề mặt Mặt Trăng cho chuyến bay trở về. Khối lượng được phóng lại được giảm thiểu thêm nữa bằng cách để lại một phần của LM (phần với máy móc hạ xuống) trên bề mặt Mặt Trăng.
Đơn vị Mặt Trăng (Lunar Module) bản thân nó bao gồm một tầng hạ xuống và một tầng phóng lên, tầng dưới sẽ trở thành bệ phóng cho tầng trên khi đoàn thám hiểm Mặt Trăng quay lại quỹ đạo Mặt Trăng, nơi họ sẽ nhập lại vào với CSM trước khi quay trở lại Trái Đất. Phương án này có một thuận lợi là vì LM cuối cùng sẽ bị bỏ đi, nó có thể được làm rất nhẹ, để toàn bộ phi vụ có thể được phóng chỉ bởi một tên lửa Saturn V. Tuy nhiên, lúc LOR được quyết định, một số người phác thảo chuyến bay không thoải mái trước số lượng nhập vào và tách ra cần thiết cho phương án.
Để học các kỹ thuật hạ xuống Mặt Trăng, các phi hành gia thực tập trong Phương tiện nghiên cứu việc hạ xuống Mặt Trăng (Lunar Landing Research Vehicle, LLRV), một khí cụ bay mô phỏng (bởi một động cơ phản lực đặc biệt) trọng lực được giảm đi mà Đơn vị Mặt Trăng sẽ bay trong đó.

## Các phi thuyền

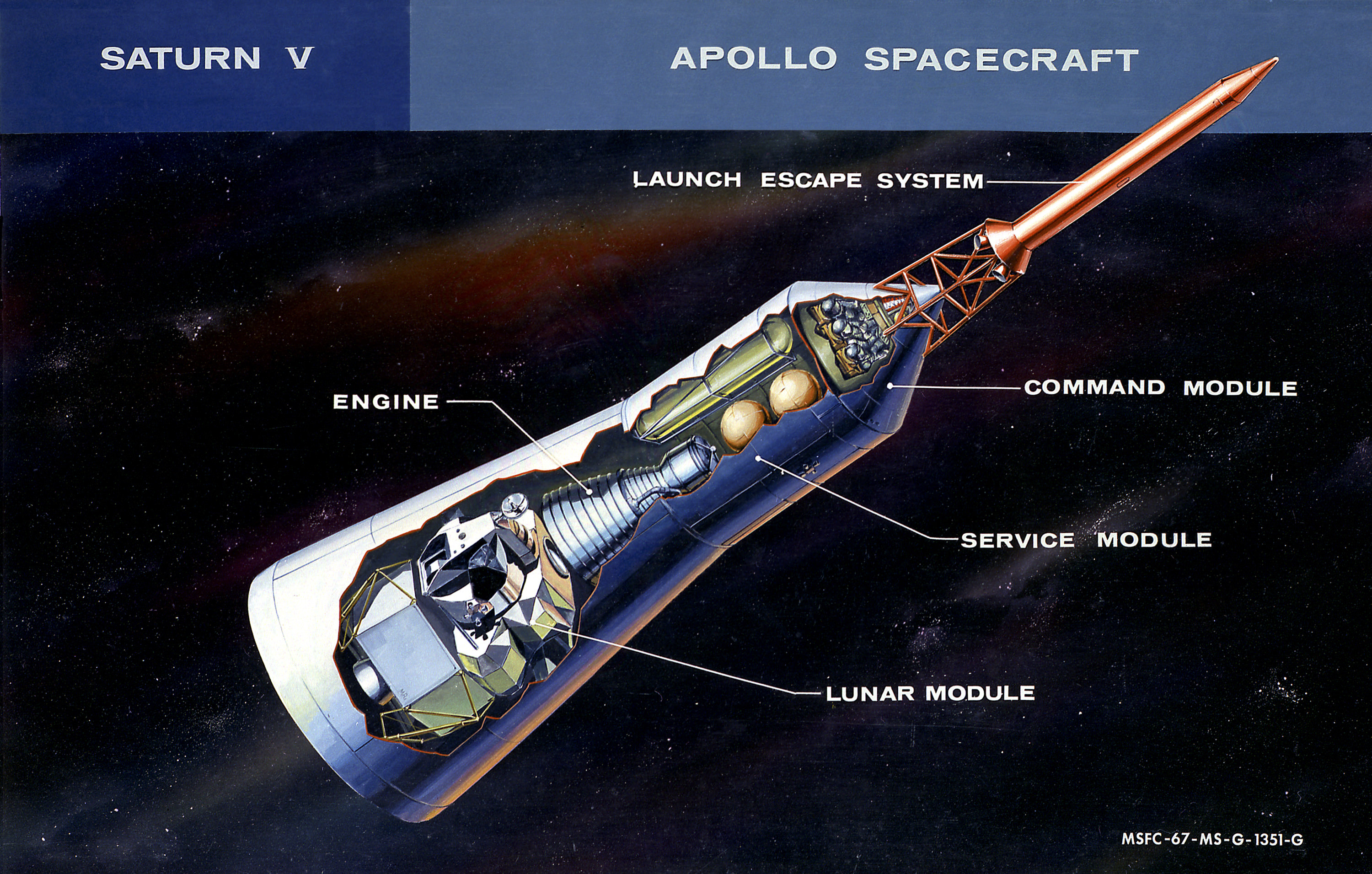
Phi thuyền Apollo.

Phi thuyền Apollo là một phần của chương trình Apollo, được thiết kế với nhiều đơn vị khác nhau để thực hiện nhiệm vụ được đặt ra. Từ trên xuống, phi thuyền có các thành phần: hệ thống thoát hiểm khi phóng (Lauch Escape System), đơn vị điều khiển (Command Module, CM), đơn vị dịch vụ (Service Module), đơn vị đáp xuống Mặt Trăng (Lunar Module, LM) và bộ chuyển đổi Mặt Trăng (Lunar Module Adapter).
Tất cả các tầng này của phi thuyền nằm trên đỉnh của tên lửa phóng. Các tên lửa phóng là Little Joe II, Saturn I, Saturn IB và Saturn V.
Vào ngày 20 tháng 7 năm 1969, tàu Apollo 11 đã đưa những phi hành gia đầu tiên đặt chân lên Mặt Trăng là Neil Armstrong và Edwin "Buzz" Aldrin.
Các chuyến bay sau đó, ngoài Apollo 13, đều thành công trong việc đưa người lên mặt trăng. Tổng cộng có 6 phi thuyền Apollo (với 12 phi hành gia) đã hạ cánh xuống mặt trăng.

### Sự cố Apollo 13
Ngày 11/4/1970, Apollo 13 được phóng. Nhưng 2 ngày sau đó, đột nhiên thùng oxy trong module dịch vụ của con tàu phát nổ, các hệ thống điện trong con tàu bị hư hại. Các phi hành gia gồm James A. Lovell, John L. "Jack" Swigert và Fred W. Haise đã chạy vào module đáp Mặt Trăng và cả phi hành đoàn đã xoay xở đưa con tàu về Trái Đất an toàn.

## Các chuyến bay có người lái
| Chuyến bay | Tên lửa | Số hiệu | Chỉ huy   | Phi công chính          | Phi công                  | Tên Mô-đun chỉ huy (CM) | Tên Mô-đun Mặt Trăng (LM) | Ngày phóng                    | Giờ phóng | Thời gian bay                  |
| ---------- | --- | ------- | --------- | ----------------------- | ------------------------- | ----------------------- | ------------------------- | ----------------------------- | --------- | ------------------------------ |
| Apollo 1   | Saturn IB | AS-204  | Grissom   | White                   | Chaffee                   |                         | Không có LM               | 21 tháng 2 năm 1967 (dự định) |           |                                |
|            | Không phóng - Vào ngày 27 tháng 1 năm 1967 Gus Grissom, Edward White và Roger Chaffee hy sinh khi lửa bùng cháy trong phi thuyền Apollo trong một lần thử trên bệ phóng. |         |           |                         |                           |                         |                           |                               |           |                                |
| Chuyến bay | Tên lửa | Số hiệu | Chỉ huy   | Phi công Mô-đun chỉ huy | Phi công Mô-đun Mặt Trăng | Tên Mô đun chỉ huy (CM) | Tên Mô đun Mặt Trăng (LM) | Ngày phóng                    | Giờ phóng | Thời gian bay                  |
| Apollo 7   | Saturn IB | AS-205  | Schirra   | Eisele                  | Cunningham                |                         | Không có LM               | 11 tháng 10 năm 1968          | 15:02 GMT | 10 ngày 20 giờ 09 phút 03 giây |
|            | Chuyến bay Apollo có người lái đầu tiên, chuyến bay có người lái đầu tiên dùng tên lửa Saturn IB.                                                                        |         |           |                         |                           |                         |                           |                               |           |                                |
| Apollo 8   | Saturn V | AS-503  | Borman    | Lovell                  | Anders                    |                         | Không có LM               | 21 tháng 12 năm 1968          | 12:51 GMT | 06 ngày 03 giờ 00 phút 42 giây |
|            | Chuyến bay có người lái đầu tiên vòng quanh Mặt Trăng, chuyến bay có người lái đầu tiên dùng tên lửa Saturn V.                                                           |         |           |                         |                           |                         |                           |                               |           |                                |
| Apollo 9   | Saturn V | AS-504  | McDivitt  | Scott                   | Schweickart               | Gumdrop                 | Spider                    | 3 tháng 3 năm 1969            | 16:00 GMT | 10 ngày 01 giờ 00 phút 54 giây |
|            | Chuyến bay có người lái đầu tiên của Mô-đun Mặt Trăng. |         |           |                         |                           |                         |                           |                               |           |                                |
| Apollo 10  | Saturn V | AS-505  | Stafford  | Young                   | Cernan                    | Charlie Brown           | Snoopy                    | 18 tháng 5 năm 1969           | 16:49 GMT | 08 ngày 00 giờ 03 phút 23 giây |
|            | Chuyến bay có người lái đầu tiên của Mô-đun Mặt Trăng vòng quanh quỹ đạo Mặt Trăng.                                                                                      |         |           |                         |                           |                         |                           |                               |           |                                |
| Apollo 11  | Saturn V | AS-506  | Armstrong | Collins                 | Aldrin                    | Columbia                | Eagle                     | 16 tháng 7 năm 1969           | 13:32 GMT | 08 ngày 03 giờ 18 phút 35 giây |
|            | Lần đầu tiên loài người đáp xuống Mặt Trăng, 20 tháng 7. |         |           |                         |                           |                         |                           |                               |           |                                |
| Apollo 12  | Saturn V | AS-507  | Conrad    | Gordon                  | Bean                      | Yankee Clipper          | Intrepid                  | 14 tháng 11 năm 1969          | 16:22 GMT | 10 ngày 04 giờ 36 phút 24 giây |
|            | Lần đầu tiên đáp tại một vị trí chính xác trên Mặt Trăng. Thăm dò và thu hồi một phần tàu thám sát Surveyor 3 trước đó hạ cánh tại địa điểm tương tự.                    |         |           |                         |                           |                         |                           |                               |           |                                |
| Apollo 13  | Saturn V | AS-508  | Lovell    | Swigert                 | Haise                     | Odyssey                 | Aquarius                  | 11 tháng 4 năm 1970           | 19:13 GMT | 05 ngày 22 giờ 54 phút 41 giây |
|            | Bình oxy nổ trên đường bay, mục tiêu đáp xuống Mặt Trăng bị hủy bỏ. Chuyến bay đầu tiên và duy nhất (cho đến 2008) đến Mặt Trăng nhưng không theo quỹ đạo Mặt Trăng.     |         |           |                         |                           |                         |                           |                               |           |                                |
| Apollo 14  | Saturn V | AS-509  | Shepard   | Roosa                   | Mitchell                  | Kitty Hawk              | Antares                   | 31 tháng 1 năm 1971           | 21:03 GMT | 09 ngày 00 giờ 01 phút 58 giây |
|            | Alan Shepard, phi hành gia của chuyến bay Mercury MR-3 đáp xuống Mặt Trăng.                                                                                              |         |           |                         |                           |                         |                           |                               |           |                                |
| Apollo 15  | Saturn V | AS-510  | Scott     | Worden                  | Irwin                     | Endeavour               | Falcon                    | 26 tháng 7 năm 1971           | 13:34 GMT | 12 ngày 07 giờ 11 phút 53 giây |
|            | Chuyến bay đầu tiên có xe Lunar Rover. |         |           |                         |                           |                         |                           |                               |           |                                |
| Apollo 16  | Saturn V | AS-511  | Young     | Mattingly               | Duke                      | Casper                  | Orion                     | 16 tháng 4 năm 1972           | 17:54 GMT | 11 ngày 01 giờ 51 phút 05 giây |
|            | Chuyến bay đầu tiên đáp xuống vùng cao nguyên của Mặt Trăng. |         |           |                         |                           |                         |                           |                               |           |                                |
| Apollo 17  | Saturn V | AS-512  | Cernan    | Evans                   | Schmitt                   | America                 | Challenger                | 7 tháng 12 năm 1972           | 05:33 GMT | 12 ngày 13 giờ 51 phút 59 giây |
|            | Chuyến bay cuối cùng của chương trình, phóng lên vào ban đêm, chuyến bay duy nhất với một nhà địa chất học tham gia.                                                     |         |           |                         |                           |                         |                           |                               |           |                                |

#### Các chuyến bay lên Mặt Trăng bị hủy bỏ
| Tên chuyến bay/ký hiệu | Chỉ huy | Phi công CM | Phi công LM | Ngày chuyến bay | Ngày hủy bỏ        |
| ---------------------- | --- | ----------- | ----------- | --------------- | ------------------ |
| Apollo 18              | Gordon | Brand       | Schmitt     | Tháng 2, 1972   | 2 tháng 9, 1970    |
|                        | Ngân sách bị cắt. Ghi chú: Số hiệu chuyến bay Apollo 15 được tái sử dụng vì Apollo 16 trở thành 15, 17 thành 16, và 18 thành 17. |             |             |                 |                    |
| Apollo 19              | Haise | Pogue       | Carr        | Tháng 7, 1972   | 2 tháng 9 năm 1970 |
|                        | Ngân sách bị cắt |             |             |                 |                    |
| Apollo 20              | Conrad | Weitz       | Lousma      | Tháng 12, 1972  | 4 tháng 1 năm 1970 |
|                        | Không có tên lửa để phóng Skylab                                                                                                 |             |             |                 |                    |

#### Các chuyến bay hậu Apollo sử dụng thiết bị của Apollo và Saturn IB
| Chuyến bay                                | Tên lửa | Số hiệu | Chỉ huy  | Phi công    | Phi công khoa học | Ngày phóng           | Giờ phóng | Thời gian bay                  |
| ----------------------------------------- | --- | ------- | -------- | ----------- | ----------------- | -------------------- | --------- | ------------------------------ |
| Skylab 2                                  | Saturn IB | AS-206  | Conrad   | Weitz       | Kerwin            | 25 tháng 5 năm 1973  | 13:00 GMT | 28 ngày 00 giờ 49 phút 49 giây |
|                                           | Phi hành đoàn đầu tiên của trạm vũ trụ Skylab.                                                                       |         |          |             |                   |                      |           |                                |
| Skylab 3                                  | Saturn IB | AS-207  | Bean     | Lousma      | Garriott          | 28 tháng 7 năm 1973  | 11:10 GMT | 59 ngày 11 giờ 09 phút 34 giây |
|                                           | Phi hành đoàn thứ hai của Skylab. Tên lửa đẩy SM bị trục trặc làm suýt nữa là cần phải có một phi vụ cứu trợ Skylab. |         |          |             |                   |                      |           |                                |
| Skylab 4                                  | Saturn IB | AS-208  | Carr     | Pogue       | Gibson            | 16 tháng 11 năm 1973 | 14:01 GMT | 84 ngày 01 giờ 15 phút 31 giây |
|                                           | Phi hành đoàn thứ ba và cuối cùng của Skylab. Chuyến Apollo áp cuối cùng.                                            |         |          |             |                   |                      |           |                                |
| Chuyến bay                                | Tên lửa | Số hiệu | Chỉ huy  | Phi công CM | Phi công đáp      | Ngày phóng           | Giờ phóng | Thời gian bay                  |
| Dự án thử nghiệm Apollo–Soyuz (Apollo 21) | Saturn IB | AS-209  | Stafford | Brand       | Slayton           | 15 tháng 7 năm 1975  | 12:20 GMT | 05 ngày 22 giờ 30 phút 54 giây |
|                                           | Chuyến bay cuối cùng của Apollo và Saturn IB. Gặp gỡ và lắp ráp với phi thuyền Soyuz 19.                             |         |          |             |                   |                      |           |                                |